# Coolray Field
O Coolray Field é um estádio localizado em Lawrenceville (Geórgia), estado da Geórgia, nos Estados Unidos, possui capacidade total para 10.427 pessoas, é a casa do Gwinnett Stripers,, time de que joga na liga menor de beisebol International League, também já foi a casa do time B do Atlanta United de futebol, o estádio foi inaugurado em 2009.